# Сарсуэла
Сарсуэ́ла (исп. Zarzuela) — испанский музыкально-драматический жанр, сочетающий сольные или хоровые вокальные номера, разговорные диалоги и танцы, близкий к оперетте, зародившийся как разновидность придворной оперы. Своё название жанр получил по имени королевской резиденции Сарсуэла, расположенной неподалёку от Мадрида, в которой в начале XVII века состоялись первые постановки произведений этого жанра.
Исполняли сарсуэлу обычно в праздники по случаю свадьбы, рождения, коронации и пр., поэтому первоначально эти спектакли назывались «Праздниками Сарсуэлы» (Fiestas de Zarzuela).

## История

### Ранняя
Для сарсуэлы раннего периода типичны пасторальные сюжеты, в которые вводились персонажи античной мифологии как аллегории пороков и добродетелей.
Первые нотированные сарсуэлы были изданы в 50-е годы XVI столетия. Это были пьесы П. Кальдерона де ла Барки с музыкой Х. Идальго.
Одна из первых сарсуэл, самая ранняя среди них — пьеса Лопе де Вега «Лес без любви» (La selva sin amor) 1629 года. Она дошла до нас только как литературное произведение; музыка, а также имя композитора остались неизвестными.
В пьесе «Одним лишь взором ревность убивает» (Celos aun del aire matan, 1660), принадлежащей П. Кальдерону де ла Барке с музыкой Х. Идальго, музыка Идальго свободна от влияний итальянской и французской оперы. В ней ощутима связь с популярными испанскими романсами и балладами и преобладает монодический склад, исключение составляют краткие, большей частью 4-голосовые хоры.
Начиная с XVIII века сарсуэла переживала период упадка, она была вытеснена итальянской оперой и возродилась только со второй половины XIX века.

### Поздняя
Возрождение сарсуэлы начинается во 2-й половине XIX — начале XX веков. Так, в Мадриде в 1856 году был открыт специализированный театр, который действует поныне, для постановок сарсуэлы; вслед за этим театром возникло множество других.
В XIX веке жанр сарсуэлы претерпевает значительные изменения. Из аристократического спектакля, служившего для развлечения королевского двора, она, переняв черты расцветшей в XVIII веке тонадильи, превратилась в демократичный жанр, в котором широко используются испанские народные мелодии и танцы. Сарсуэла этого периода близка оперетте и развивается в двух разновидностях:
- многоактная «большая» (grande)
- одноактная «малая» (chico; вроде водевиля)[4].

## Наследие
- Ф. Барбьери — автор 77 сарсуэл, наиболее известны «Хлеб и быки» (Pan y toros, 1864) и «Цирюльник из Лавапьеса» (El barberillo de Lavapiés, 1874)[3]. В этих произведениях оживают романтичные фигуры и пейзажи старого Мадрида в духе некоторых полотен Ф. Гойи[3].
- Сарсуэлы Э. Арриеты-и-Корера «Marina», 1871.
- «La gran via» (название главной улицы в Мадриде, 1886) Ф. Чуэки была известна самым широким слоям населения[3].
- сарсуэлы Т. Бретона «Празднество голубки» (La verbena de la paloma, 1894), «Любовники из Теруэля» (Los amantes de Teruel, 1889) и «Долорес» (La Dolores, 1895) исполнялись во многих испаноязычных странах, в частности в Аргентине[3].
- Р. Чапи-и-Лорете, автор 155 сарсуэл, в числе которых знаменитая «Непокорённая» (Revoltosa, 1897). О ней К. Сен-Санс писал, что сам Ж. Бизе был бы горд поставить подпись под этим произведением[3].
- Сарсуэла «Св. Антоний Флоридский» (San Antonio de la Florida), И. Альбенис, 1894.
- А. Вивесу принадлежит более 140 сарсуэл, из них наиболее популярны «Цыгане» (Los bohemios, 1920) и «Донья Франсискита» (Doña Francisquita, 1923)[3].
- «Букет роз» (La del manojo de rosas) П. Соросабаля, 1934
- «Ветряная мельница» (Molinos de viento) П. Лунаса.[3]

Среди известных композиторов, писавших сарсуэлы, — Хуан Идальго, Рамон Франсиско де ла Крус, Исаак Альбенис, Федерико Торроба, Руперто Чапи, известными либреттистами в этом жанре были Федерико Ромеро, Карлос Арничес-и-Баррера и Гильермо Фернандес Шоу. В XVII—XVIII веках популярны С. Дурон, А. Литерес, Р. де Ита, а также итальянцы, работавшие в Испании, — Г. Брунетти и Л. Боккерини. M. Фернандес Кабальеро написал 220 сарсуэл. Выдающийся испанский композитор и критик Мануэль де Фалья дебютировал двумя сарсуэлами.
Сарсуэла является символом испанской культуры, престиж которого поддерживается на государственном уровне. Основной хранитель традиции — Национальный театр «Сарсуэла» в Мадриде.